# Buslijn 7 (Haaglanden)
Buslijn 7 van de HTM was een buslijn in de regio Haaglanden, in de Nederlandse provincie Zuid-Holland.
De eerste HTM-buslijn 7 was tevens de derde HTM-buslijn die binnen Den Haag reed, na twee keer een lijn 4 in 1925. De startdatum was 22 mei 1926, tussen de Riviervischmarkt en het openluchtzwembad in het Zuiderpark. Omdat het geen succes was werd op 31 juli 1926 de Loosduinschekade het beginpunt. Maar het was nog steeds geen succes, en op 2 oktober 1926 verdween buslijn 7. Dat er in die tijd (sinds 1907) ook een tramlijn 7 was vond de HTM kennelijk geen probleem. Hierna werden er lijnletters ingevoerd op de buslijnen, en dat zou tot in 1955 zo blijven. 
Pas in 1966 zou er weer een (spits) buslijn 7 komen; als gedeeltelijke compensatie voor het opheffen van tramlijn 7. Zie het artikel over buslijn 37 voor de historie van deze buslijn 7. Er is geen particuliere buslijn 7 geweest.